# Николаев, Виктор Николаевич (писатель)
Ви́ктор Никола́евич Никола́ев (настоящая фамилия Кня́зькин; род. 2 мая 1958, Рассыпное, Восточно-Казахстанская область) — русский писатель, участник Афганской войны, майор.
Лауреат Большой литературной премии России (2002). Член Союза писателей России. Майор запаса, кавалер ордена Красной Звезды.

## Биография
Виктор Николаевич Князькин родился 2 мая 1958 года в селе Рассыпное Каменевского сельсовета Шемонаихинского района Восточно-Казахстанской области Казахской ССР, ныне Казахстан.
По окончании средней школы в 1975 году проходил срочную службу в Московском военном округе в г. Вышний Волочёк.
В 1977 году из армии поступил в Курганское высшее военно-политическое авиационное училище, которое окончил в 1981 году. Когда учился третьем курсе КВВПАУ, участвовал в подавлении бунта эшелона призывников с Кавказа (600 человек). В ноябре эшелон взбунтовался под Челябинском, были убиты все проводники. Эшелон прибыл в Курган, где бунтующие заняли привокзальные дома. Мятеж подавили за 40 минут после бесполезных попыток уговорить бунтующих призывников.
В 1981—1987 годах служил в Закавказском военном округе.
С мая 1987 по май 1988 года служил в Демократической Республике Афганистан в должности начальника поисково-десантной группы (провинция Газни), был ранен. 3 января 1988 года вертолёт, в котором был В.Н. Князькин возвращался из района города Гардез на базу, был сбит из ПЗРК «FIM-92 Stinger» и упал на минное поле возле базы.
В 1988—1989 годах выполнял задачи по нештатным ситуациям в  Спитаке, Тбилиси, Сумгаите, Степанакерте и Нагорном Карабахе.
В 1990—1993 годах учился в Военно-политической академии (не окончил). Тяжелая болезнь (рак левой височной доли), полученная в результате контузии от попадания ракеты по вертолёту вынудила оставить службу в Вооруженных Силах Российской Федерации.
После выздоровления после операции стал верующим, служит алтарником в церкви (район станции метро Коломенская).
В 2013 году Виктор Николаевич Князькин, проживающий в г. Ивантеевка Московской области, заместитель Председателя МООО «Радонежский Союз защиты отечественного наследия» был кандидатом в депутаты Совета депутатов городского поселения Сергиев Посад по многомандатному избирательному округу № 2 от Всероссийской политической партии «Родина», но не был избран.

## Творчество
Первая книга «Живы́й в помощи» вышла в 1999 году.

### Произведения
- «Живый в помощи» (Записки афганца) (1999) — документальная повесть
- «Из рода в род» (2003) — документальная повесть
- «Безотцовщина» (2009) — документальная повесть
- «Время подумать о главном» (Шамординские истории) (2011)

## Награды и премии
- Орден Красной Звезды.

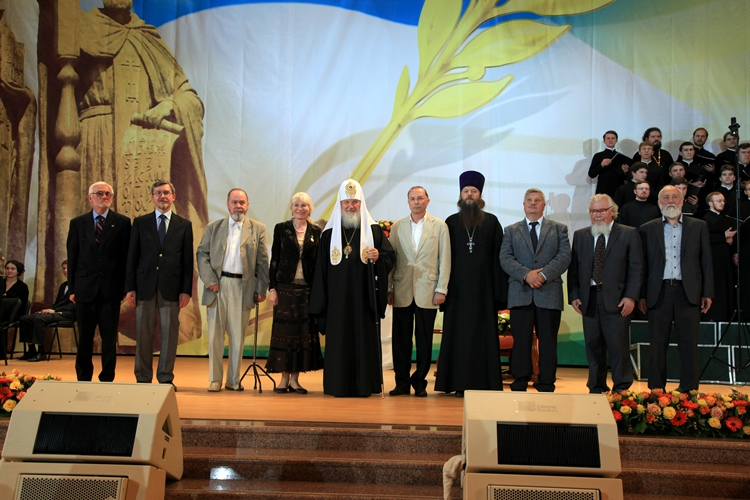
Виктор Николаев среди номинантов
Патриаршей литературной премии 2012 года

- Премия Союза писателей России «Честь имею» (2000).
- Премия «Прохоровское поле» (2002).
- Большая литературная премия России (2002) — за повесть «Живый в помощи»[4].
- Патриаршая литературная премия (2012)[5]
- Медаль «Вместе за одно!», Общероссийское общественное движение «Народный Собор», 28 января 2017 года[6].

## Семья
Женат, есть дочь (род. 1987).
Оба деда, по отцу и по матери, — Герои Советского Союза. Родной брат имел две судимости за разбой, убит.